# Cele 14 puncte ale președintelui Wilson

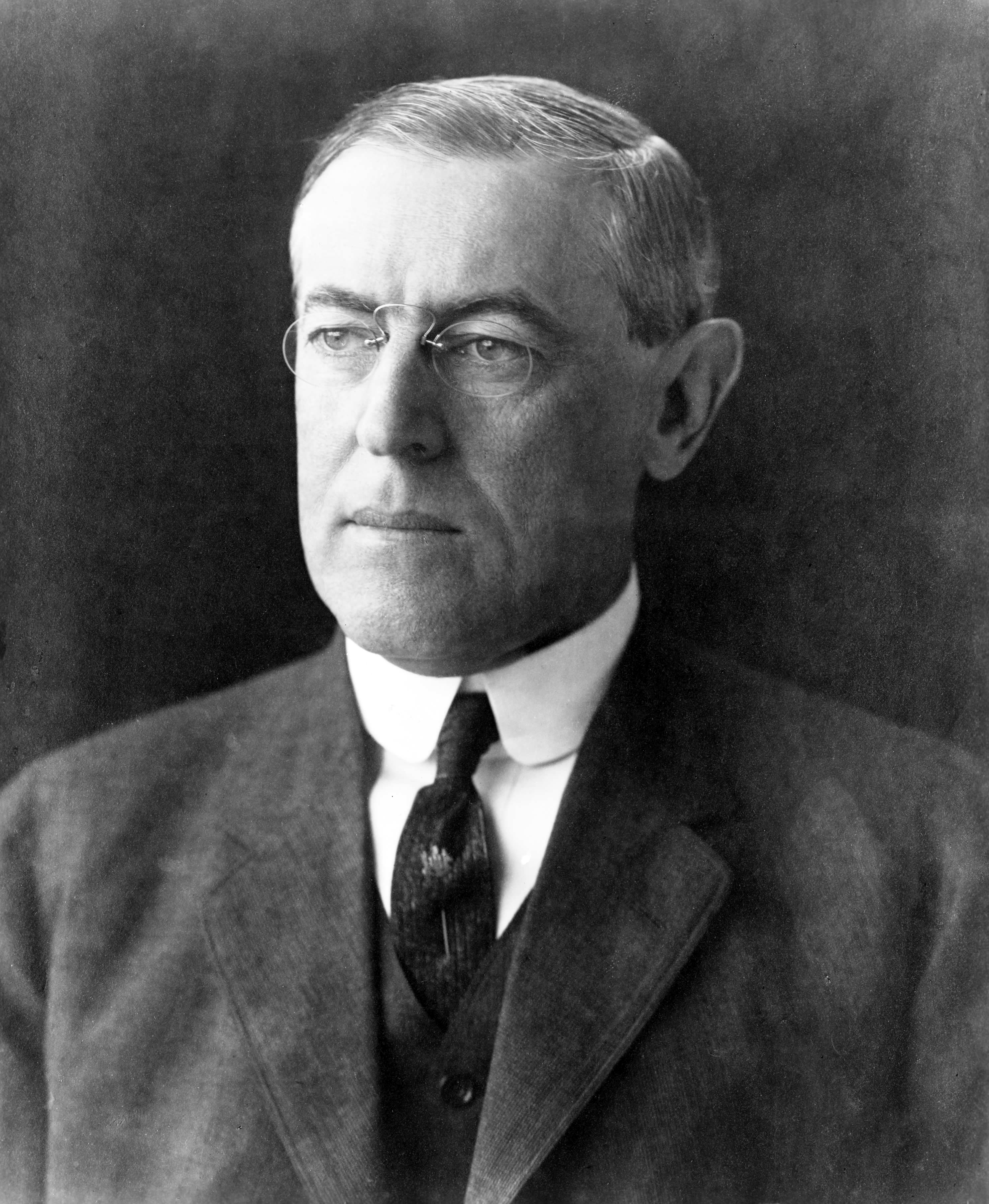
Președintele Statelor Unite ale Americii, Woodrow Wilson, a prezentat cele paisprezece puncte ale planului de instaurare a păcii după încheierea Primului Război Mondial, într-un discurs susținut la 8 ianuarie 1918.

Cele paisprezece puncte au fost prezentate de Președintele Statelor Unite ale Americii, Woodrow Wilson, în sesiunea comună a Congresului din 8 ianuarie 1918. În discursul său, Wilson a încercat să stabilească un proiect viabil pentru restabilirea păcii în Europa după încheierea Primului Război Mondial. Idealismul demonstrat de Wilson în timpul discursului sus-numit i-a oferit președintelui american o poziție de conducere morală printre Aliați și a încurajat Puterile Centrale să semneze armistițiile. 
Discursul a fost rostit cu aproximativ zece luni înainte ca Armistițiul cu Germania să încheie Primul Război Mondial, dar declarația celor 14 puncte a devenit baza termenilor tratatelor de pace, așa cum a fost negociate la Conferința de pace de la Paris, din 1919, și cum s-a legiferat prin Tratatul de la Versailles. Până la urmă, doar 4 puncte au fost adoptate complet în reconstrucția postbelică a Europei, iar Statele Unite au refuzat să ratifice Tratatul de la Versailles.

## Cadrul istoric general
Statele Unite s-au alăturat Aliaților în lupta cu Puterile Centrale, în 1917. La începutul anului 1918, era clar că războiul se apropia de sfârșit. Cele 14 puncte din discursul prezidențial fuseseră stabilite pe baza cercetărilor făcute de un grup de circa 150 de consilieri conduși de colonelul Edward M. House, consilierul lui Wilson în probleme de politică externă și erau concepute să anticipeze conferința de pace. 
Discursul lui Wilson prelua multe dintre principiile progresiste care fuseseră folosite pentru reformele interne din SUA și le transpusese în politica externă: libertatea comerțului, tratatele deschise, democrația și autodeterminarea. Discursul celor 14 puncte a fost singura declarație oficială prin care un participant la conflagrația mondială își recunoștea public obiectivele participării la război. Alți participanți la războiul mondial au oferit cel mult indicații cu privire la obiectivele lor în conflagrație, adevăratele motive, precum ocuparea de teritorii inamice, neputând fi declarate public. 
Discursul era, de asemenea, un răspuns la Decretul asupra păcii al lui Vladimir Ilici Lenin din octombrie 1917, care propunea o retragere imediată a Rusiei din război, o pace democratică și dreaptă, care nu implica anexări teritoriale. Decretul lui Lenin avea să ducă la semnarea Tratatului de la Brest-Litovsk din 3 martie 1918. 

## Cele 14 puncte
Dintre cele 14 puncte, 8 nu trebuiau să fie considerate obligatorii spre a fi înfăptuite, iar celelalte erau considerate specifice, nuanțând că s-ar „cuveni” realizate, fiindcă, după părerea președintelui american, erau absolut indispensabile. 
1. Primul din cele paisprezecece puncte, proclamate la 8 ianuarie 1918, prevedea că în viitor "nu vor mai exista acorduri internaționale private de niciun fel, ci doar convenții de pace publice, încheiate deschis". Astfel, scopul clar al acestui punct este de a interzice tratatele secrete sau anumite secțiuni secrete ale unor tratate, iar, în viitor, fiecare tratat trebuind să facă parte din legile internaționale, pentru că, altfel, orice tratat secret tinde să submineze soliditatea întregii structuri a convențiilor internaționale, care este propusă să fie construită’’.
2. Punctul al 2-lea, referitor la navigația maritimă liberă, trebuie înțeles împreună cu punctul al paisprezecelea (care propune constituirea unei Ligi a Națiunilor), navigația pe mări urmând să fie practicată astfel: liber în timpul unei păci generale, sub controlul Ligii Națiunilor pentru impunerea convențiilor internaționale în timpul unui război general deschis, sau în timpul unui război limitat, care să nu implice nerespectarea convențiilor internaționale, Liga Națiunilor urmând să rămână neutră. Acest punct lovea în interesele comerciale ale Imperiului Britanic. Premierul britanic Lloyd George a refuzat să accepte acest punct, iar restul Aliaților l-au acceptat cu dificultate.
3. Punctul al 3-lea se referea la îndepărtarea, pe cât posibil, a tuturor barierelor economice și restabilirea unor condiții egale pentru comerțul internațional între națiunile care erau de acord cu principiile păcii și se asociau pentru menținerea ei.
4. Dezarmarea era propusă la nivel mondial, ca o cerință obligatorie pentru menținerea păcii, iar "toate armamentele naționale vor fi reduse până la ultimul punct compatibil cu securitatea țării’’
5. Punctul 5, referitor la chestiunile coloniale, a introdus temeri între Aliați, pentru că atât Franța, cât și Anglia erau deținătoare ale unor importante imperii coloniale, iar problemele coloniilor erau, asfel, redeschise, oferindu-se șansa națiunilor supuse să se ridice împotriva dominației străine. Desigur, nu a fost intenția președintelui american să dea naștere la noi focare de conflict, ci el a dorit ca acest punct sa se aplice numai coloniilor create de război, cum era cazul coloniilor germane.
6. Prin punctul 6 se urmărea ca Rusia, considerată încă o mare putere, să fie atrasă în rândul națiunilor doritoare de pace, să fie supusă și ea programului de pace propus de Woodrow Wilson și să colaboreze cu națiunile libere pentru menținerea păcii și a stabilității politice internaționale.
7. "Belgia trebuia evacuată și restaurată fără nicio tentativă de limitare a suveranității de care ea se bucura împreună cu alte națiuni libere", era ideea forte cuprinsă la punctul 7, pentru că americanii erau susținătorii puternici ai cauzei belgiene.
8. Surprinzător a fost faptul că reintrarea Alsaciei și Lorenei în posesia Franței a fost inclusă în categoria punctelor neobligatorii, deși hotărârea de redobândire a acestor teritorii stătuse la baza politicii franceze timp de cincizeci de ani și provocase sacrificii fără precedent în război.
9. Reajustarea frontierelor Italiei în baza principiului autodeterminării naționalităților.
10. În mod similar, punctul 9 prevedea reajustarea frontierelor Austro-Ungariei în baza principiului dezvoltarii autonome a popoarelor, lucru care a permis apariția statelor Cehoslovacia, Austria, Ungaria, extinderea României și apariția Regatului Sârbilor, Croaților și Slovenilor – viitoarea Iugoslavie. [1]
11. România, Serbia și Muntenegrul trebuiau evacuate, iar teritoriile ocupate retrocedate. Serbiei îi trebuia acordat acces liber la mare. Relațiile dintre statele balcanice trebuiau determinate prin înțelegeri bilaterale, acestor state urmând să li se ofere garanții internaționale pentru independența politică și integritatea lor teritorială.
12. Imperiul Otoman își va afla sfârșitul în acest război, punctul 12, în baza principiului de autodeterminare care solicita ca ,,celelalte naționalități, care se aflau în acest moment sub dominația turcă, vor trebui să le fie asigurate o securitate neîndoielnică vieții lor și de posibilitatea neîngrădită de a se dezvolta autonom’’. Acest punct stabilea și regimul de circulație liberă a strâmtorilor Bosfor și Dardanele, în condițiile garanțiilor internaționale. Acest punct reitera promisiunea făcută kurzilor pentru formarea unui stat național, promisiune nerespectată de niciuna dintre marile puteri.
13. Problema statului polonez era destul de complexă, pentru că era destul de greu să i se acorde acces liber și direct la mare. Până la urmă, Poloniei i-a fost acordată regiunea Sileziei Superioare și ieșire la Marea Baltică prin zona orașului Danzig și s-a creat Coridorul polonez, care delimita Prusia Orientală de restul Germaniei.
14. Poate cel mai important punct din cele 14 a fost ultimul. Acesta susținea crearea unei instituții internaționale de menținere a păcii, o organizație care să fie "atât a celor mari, cât și a celor mici”, ce vor face parte din această Ligă a Națiunilor. Aceasta Ligă a Națiunilor era bazată pe principiul securității colective a tuturor statelor, care doreau respectarea convențiilor internaționale.

## Impactul declarației wilsoniene
Discursul a fost larg popularizat ca un instrument de propagandă, pentru a încuraja lupta Aliaților. Copii ale acestui discurs au fost aruncate în spatele liniilor germane, pentru a încuraja Puterile Centrale să capituleze în speranța unei păci juste. Acțiunea a avut efectul scontat: printr-o notă din octombrie 1918 a prințului Maximilian von Baden, Cancelarul Imperiului German, acesta cerea un armistițiu imediat și negocieri de pace pe baza celor 14 puncte. 
Discursul a fost rostit fără o consultare prealabilă a liderilor europeni aliați. Cum acest discurs a fost singura declarație publică cu privire la obiectivele războiului, el a devenit baza capitulării germane la sfârșitul Primului Război Mondial, așa cum s-a negociat în timpul Conferinței de pace de la Paris din 1919 și cum a fost stipulat în prevederile finale ale Tratatului de la Versailles - 28 iunie 1919. Opoziția francezilor și britanicilor la cele 14 puncte a devenit evidentă după încetarea ostilităților: britanicii erau împotriva liberei navigații maritime, iar francezii pretindeau despăgubiri de război. Wilson a fost obligat să facă numeroase compromisuri pentru a se asigura că punctul 14, cel care privea înființarea Ligii Națiunilor, avea să fie acceptat de toate părțile. Până la urmă, Tratatul de la Versailles a mers mai departe decât propunerile wilsoniene. Amărăciunea provocată în Germania de prevederile tratatului de pace a fost terenul fertil pe care s-au dezvoltat semințele fascismului în deceniul al 4-lea al secolului trecut. 
Wilson a fost recompensat cu Premiul Nobel pentru Pace, în 1919, pentru eforturile sale de reinstaurare a păcii. Ideile sale au inspirat mișcări de eliberare națională din toată lumea, inclusiv Mișcarea 1 Martie din Coreea. Din păcate, numai patru dintre cele 14 puncte ale programului wilsonian au fost adoptate în întregime. Mai trebuie spus că Senatul Statelor Unite a refuzat să ratifice Tratatul de la Versailles și a paralizat, încă de la început, Liga Națiunilor visată de Wilson. În Statele Unite, cea mai puternică opoziție la ratificarea Tratatului de la Versailles a venit din partea republicanului Henry Cabot Lodge. S-a mai afirmat că însuși președintele Wilson a fost un obstacol al ratificării tratatului, el fiind nemulțumit atât de pretențiile Senatului, cât și de cele ale Aliaților.

### Puteri centrale
Discursul a fost larg răspândit ca instrument de propagandă aliată și a fost tradus în multe limbi pentru diseminare globală. Copiile au fost, de asemenea, aruncate în spatele liniilor germane, pentru a încuraja Puterile Centrale să se predea în așteptarea unei soluții corecte. Într-adevăr, într-o notă trimisă lui Wilson de prințul Maximilian de Baden, cancelarul imperial german, în octombrie 1918 a solicitat un armistițiu imediat și negocieri de pace pe baza celor paisprezece puncte.